# Нумидија (Пенсилванија)
Нумидија (енгл. Numidia) насељено је место без административног статуса у америчкој савезној држави Пенсилванија.

## Демографија
По попису из 2010. године број становника је 244, што је 10 (-3,9%) становника мање него 2000. године.
| Група             | 2000.       | 2010.       |
| Белци             | 253 (99,6%) | 239 (98,0%) |
| Афроамериканци    | 1 (0,4%)    | 1 (0,4%)    |
| Азијати           | 0 (0,0%)    | 0 (0,0%)    |
| Хиспаноамериканци | 0 (0,0%)    | 2 (0,8%)    |
| Укупно            | 254         | 244         |